# Heteroteuthis
Heteroteuthis is een geslacht van inktvissen uit de familie van de Sepiolidae.

## Soorten
- Heteroteuthis atlantis Voss, 1955
- Heteroteuthis dagamensis Robson, 1924
- Heteroteuthis dispar (Rüppell, 1844)
- Heteroteuthis hawaiiensis (Berry, 1909)
- Heteroteuthis nordopacifica Kubodera & Okutani, 2011
- Heteroteuthis ryukyuensis Kubodera, Okutani & Kosuge, 2009
- Heteroteuthis serventyi J. Allan, 1945

### Synoniemen
- Heteroteuthis (Heteroteuthis) dispar (Rüppell, 1844) => Heteroteuthis dispar (Rüppell, 1844)
- Heteroteuthis (Heteroteuthis) weberi Joubin, 1902 => Stoloteuthis weberi (Joubin, 1902)
- Heteroteuthis (Stephanoteuthis) dagamensis Robson, 1924 => Heteroteuthis dagamensis Robson, 1924
- Heteroteuthis (Stephanoteuthis) hawaiiensis (Berry, 1909) => Heteroteuthis hawaiiensis (Berry, 1909)
- Heteroteuthis (Stephanoteuthis) serventyi J. Allan, 1945 => Heteroteuthis serventyi J. Allan, 1945
- Heteroteuthis tenera Verrill, 1880 => Semirossia tenera (Verrill, 1880)
- Heteroteuthis weberi Joubin, 1902 => Heteroteuthis (Heteroteuthis) weberi Joubin, 1902 => Stoloteuthis weberi (Joubin, 1902)